# Idioma dhuwal
El dhuwal (también conocido como dual o duala) es una de las lenguas yolŋu habladas por los aborígenes australianos yolŋu en el Territorio del Norte, Australia. Aunque todas las lenguas yolŋu son mutuamente inteligibles hasta cierto punto, el dhuwal representa un continuo dialectal distinto de ocho variedades separadas. En 2019, el dhuwal se convirtió en la primera lengua indígena hablada en un parlamento australiano, cuando el yolngu y miembro de la Asamblea Legislativa del Territorio del Norte, Yingiya Guyula, pronunció un discurso en su lengua nativa.

## Dialectos
Según el lingüista Robert M. W. Dixon,
- Los dialectos de la etnia yirritja son (a) gupapuyngu y gumatj;
- Los dialectos del grupo Dhuwa son (b) Djambarrpuyngu, Djapu, Liyagalawumirr y Guyamirlili (Gwijamil).
- Además, parece que los dialectos Dhay'yi (Dayi), (a) Dhalwangu y (b) Djarrwark, forman parte de la misma lengua.[3]

## Fonología

### Consontantes
|                     |                     | Labial | Velar | Dentales | Palatal | Alveolares | Retroflejas | Glotales |
| ------------------- | ------------------- | ------ | ----- | -------- | ------- | ---------- | ----------- | -------- |
| Oclusivas           | Fortis              | p      | k     | t̪        | c       | t          | ʈ           | ʔ        |
| Oclusivas           | Lenis               | b      | g     | d̪        | ɟ       | d          | ɖ           | ʔ        |
| Nasales             | Nasales             | m      | ŋ     | n̪        | ɲ       | n          | ɳ           |          |
| Vibrante simple     | Vibrante simple     |        |       |          |         | ɾ          |             |          |
| Laterales           | Laterales           |        |       |          |         | l          | ɭ           |          |
| Vocoide no silábico | Vocoide no silábico |        | w     |          | j       |            | ɻ           |          |

### Vocales
|          | Anterior | Posterior |
| -------- | -------- | --------- |
| Cerradas | i iː     | u uː      |
| Abiertas | a aː     | a aː      |